# Charles Pozzi
Carlos Alberto Pozzi (Paris, 27 de agosto de 1909 – Levallois-Perret, 28 de fevereiro de 2001) foi um automobilista francês que participou do GP da França em 1950. Dividiu o carro com o compatriota Louis Rosier, e terminou a prova na 6ª posição.